# فرناندو بيرديجاو
فرناندو بيرديجاو هو لاعب كرة قدم برتغالي في مركز الهجوم، ولد في 11 نوفمبر 1932 في البرتغال، وتوفي في 16 فبراير 2007 في أفيرو في البرتغال. شارك مع منتخب البرتغال لكرة القدم. أما مع النوادي، فقد لعب مع نادي بورتو.

## وصلات خارجية
- فرناندو بيرديجاو على موقع قاعدة بيانات كرة القدم.إي يو (الإنجليزية)
- فرناندو بيرديجاو على موقع ناشيونال فوتبول تيمز (الإنجليزية)
- فرناندو بيرديجاو على موقع عالم كرة القدم.نت (الإنجليزية)